# Alive 1997
Alive 1997 là album trực tiếp đầu tiên của bộ đôi nhạc điện tử người Pháp Daft Punk, được phát hành vào ngày 1 tháng 10 năm 2001 bởi Virgin Records. Nó chứa một đoạn trích dài 45 phút của buổi biểu diễn trực tiếp trong tour biểu diễn Daftendirektour tại Que Club, Birmingham vào ngày 8 tháng 11 năm 1997. Album nói chung được các nhà phê bình đón nhận tích cực và đạt vị trí thứ 25 trên Bảng xếp hạng Album Pháp.

## Hoàn cảnh ra đời
Ban đầu, album được phát hành trực tuyến trên dịch vụ Daft Club. Những tái bản đầu tiên của album Discovery chứa một thẻ cho phép truy cập vào trang web Daft Club chứa các bản remix và bản nhạc trực tiếp. Dịch vụ Daft Club kết thúc vào năm 2003. Buổi biểu diễn tại Que Club, Birmingham được Daft Punk coi là một trong những buổi biểu diễn trực tiếp yêu thích của họ.
Daftendirektour nổi bật với các yếu tố của "Daftendirekt", "Da Funk", "Rollin '& Scratchin'", "Revolution 909" và "Alive" từ album Homework của họ. Ngoài ra còn có sự phối hợp với bản phối lại "Da Funk" của Armand Van Helden. Buổi biểu diễn trực tiếp cũng chứa đựng các yếu tố sau này trở thành bản nhạc "Short Circuit" trong Discovery.
Alive 1997 chứa đoạn trích dài 45 phút trong một bản nhạc liên tục trên CD. Bao bì đĩa CD và đĩa than bao gồm một bộ sticker chủ đề Daft Punk. Bố cục cho album được thực hiện bởi Åbäke, và hình ảnh được chụp bởi Serge Paulet. Năm 2022, album được phát hành lại nhân kỷ niệm 25 năm ngày ra mắt Homework.

## Danh sách ca khúc
| CDr promo        | CDr promo              | CDr promo  |
| STT              | Nhan đề                | Thời lượng |
| ---------------- | ---------------------- | ---------- |
| 1.               | "WDPK" (Part I)        | 1:40       |
| 2.               | "Da Funk"              | 16:20      |
| 3.               | "Rollin' & Scratchin'" | 11:10      |
| 4.               | "WDPK" (Part II)       | 10:20      |
| 5.               | "Alive"                | 6:12       |
| Tổng thời lượng: | Tổng thời lượng:       | 45:42      |

## Đánh giá từ giới phê bình
| Đánh giá chuyên môn | Đánh giá chuyên môn |
| Nguồn đánh giá      | Nguồn đánh giá      |
| Nguồn               | Đánh giá            |
| ------------------- | ------------------- |
| AllMusic            | [ 6 ]               |
| Hot Press           | (tích cực)          |
| NME                 | (8/10)              |
| Sputnikmusic        | [ 8 ]               |

Alive 1997 nhìn chung được đánh giá tích cực khi phát hành. John Bush của AllMusic lưu ý rằng các phiên bản trực tiếp của các bài hát của Daft Punk so với bản gốc "hoàn toàn khác biệt" và rằng album đã nắm bắt chính xác không khí của những bữa tiệc quẩy. Fiona Reid của Hot Press cảm thấy rằng tiếng ồn từ đám đông đã cải thiện album, khiến nó gợi nhớ đến hiệu ứng âm thanh trong Homework. Một bài đánh giá của NME đã gọi Alive 1997 là "một sản phẩm được sản xuất hoàn hảo", thể hiện rằng nó được ưa chuộng hơn "sự tinh tế bóng bẩy" của Discovery. Sputnikmusic cũng cảm thấy rằng nó vượt trội hơn Alive 2007, đặc biệt là sự nổi bật tính liên kết của các buổi biểu diễn trực tiếp trong khuôn khổ Daftendirektour.

## Nhân lực
- Daft Punk - sản xuất, soạn nhạc
- Serge Paulet - nhiếp ảnh
- Åbäke - bố cục
- Janvier - chỉnh sửa ảnh

## Xếp hạng
| Thứ hạng (2001)   | Vị trí cao nhất |
| ----------------- | --------------- |
| Album Pháp (SNEP) | 25              |

| Thứ hạng (2021)              | Vị trí cao nhất |
| ---------------------------- | --------------- |
| Album Bỉ (Ultratop Wallonie) | 127             |